# Green Park (metrostation)
Green Park is een station van de metro van Londen dat werd geopend op 15 december 1906 en wordt bediend door de Piccadilly Line, de Victoria Line en de Jubilee Line.

## Geschiedenis

### Voorstellen
Rond de eeuwwisseling van de 19e op 20e eeuw werden vele plannen voor ondergrondse spoorwegen door het centrum van Londen ingediend bij het parlement door concurrerende bedrijven. Hieronder waren er zes met een station bij de noordoosthoek van Green Park.
In 1897 werden twee voorstellen aan het parlement voorgelegd;
- De Brompton and Piccadilly Circus Railway (B&PCR) tussen South Kensington en Picadilly Circus met een stationsgebouw aan Dover Street.
- De City and West End Railway (C&WER) tussen Hammersmith en Canon Street met een stationsgebouw aan Arlington Street.

Het parlement koos voor het plan van de B&PCR en verwierp dat van de C&WER.
In 1902 volgden nog drie voorstellen;
- De Charing Cross, Hammersmith and District Railway (CCH & DR) tussen Charing Cross en Barnes met daarnaast een pendeldienst tussen Hyde Park Corner en Charing Cross.Het tussenstation van de pendeldienst zou komen bij Walsingham House op de noordoostelijke hoek van Green Park. Deze pendeldienst werd door het parlement verworpen.
- De ringlijn van de Central London Railway (CLR, nu het middelste deel van de Central Line). De bestaande lijn tussen Shepherd's Bush en Bank zou op een parallel tracé onder Piccadilly worden aangesloten met bogen aan beide uiteinden. Een van de stations zou komen in St James's Street net ten oosten van Dover Street. Het voorstel werd aangehouden omdat een commissie werkte aan de algemene beginselen van ondergrondse spoorwegen in Londen. In 1903 werd het voorstel alsnog aangeboden maar twee jaar later ingetrokken.
- De Piccadilly, City and North East London Railway (PC&NELR) tussen Hammersmith en Southgate met een stationsgebouw aan Albermarle Street, net ten oosten van Dover Street. Het parlement zag wel wat in dit voorstel maar ruzie tussen de geldschieters en de verkoop van een deel van de voorstellen aan een concurrent betekenden het einde van dit project.

In 1905 hergroepeerden zich enkele voorstanders van de PC&NELR die een voorstel indienden voor de Hammersmith, City en North East London Railway (HC&NELR). Net als eerder de CLR zou het stationsgebouw aan St James's Street komen. Dit voorstel werd afgewezen op grond van procedurefouten.

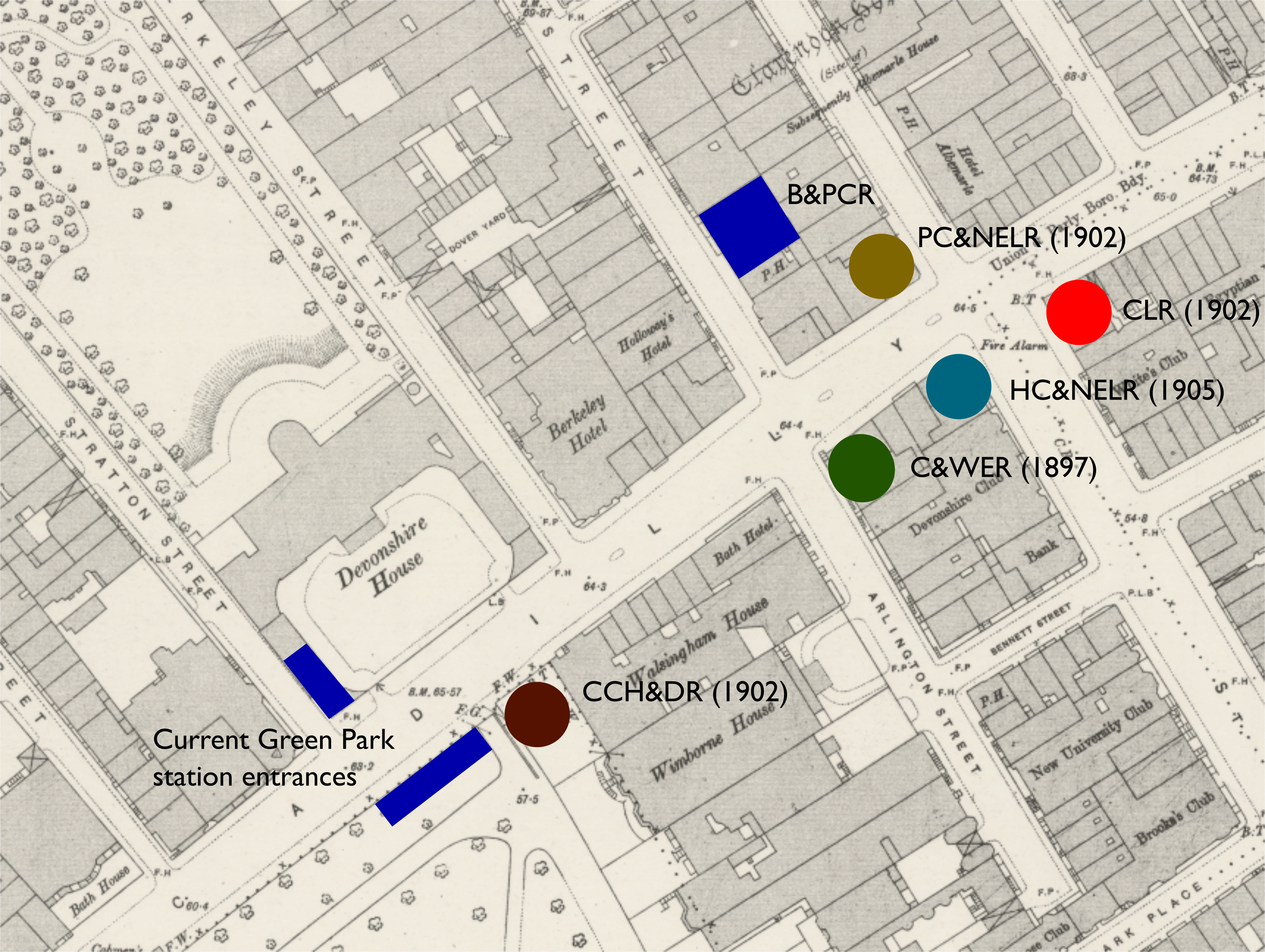
De voorgestelde stations bij Green Park, de donkerblauwe rechthoeken zijn de gerealiseerden van de Piccadilly Line.
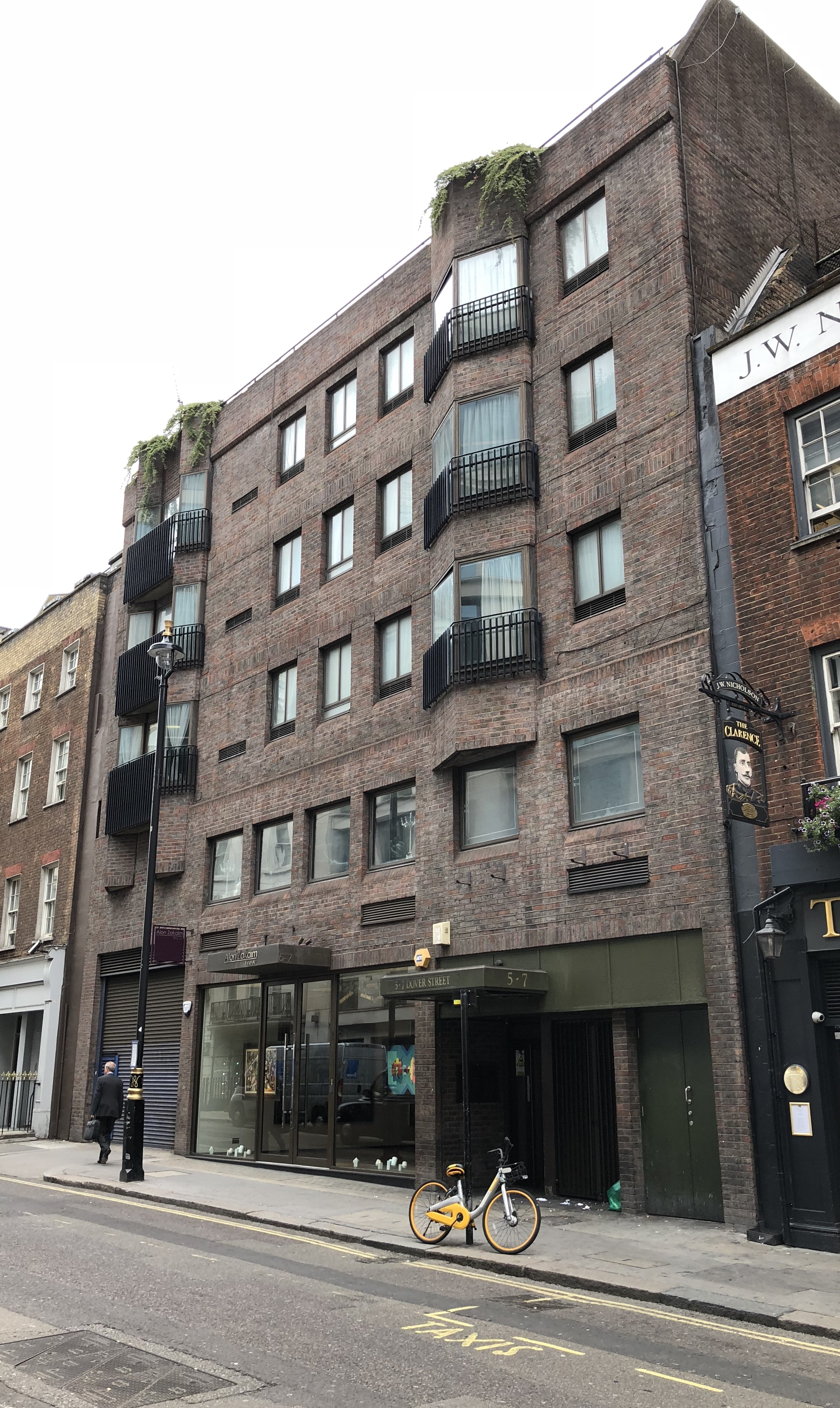
Dover Street 5-7 waar tot 1966 het station van Leslie Green stond.
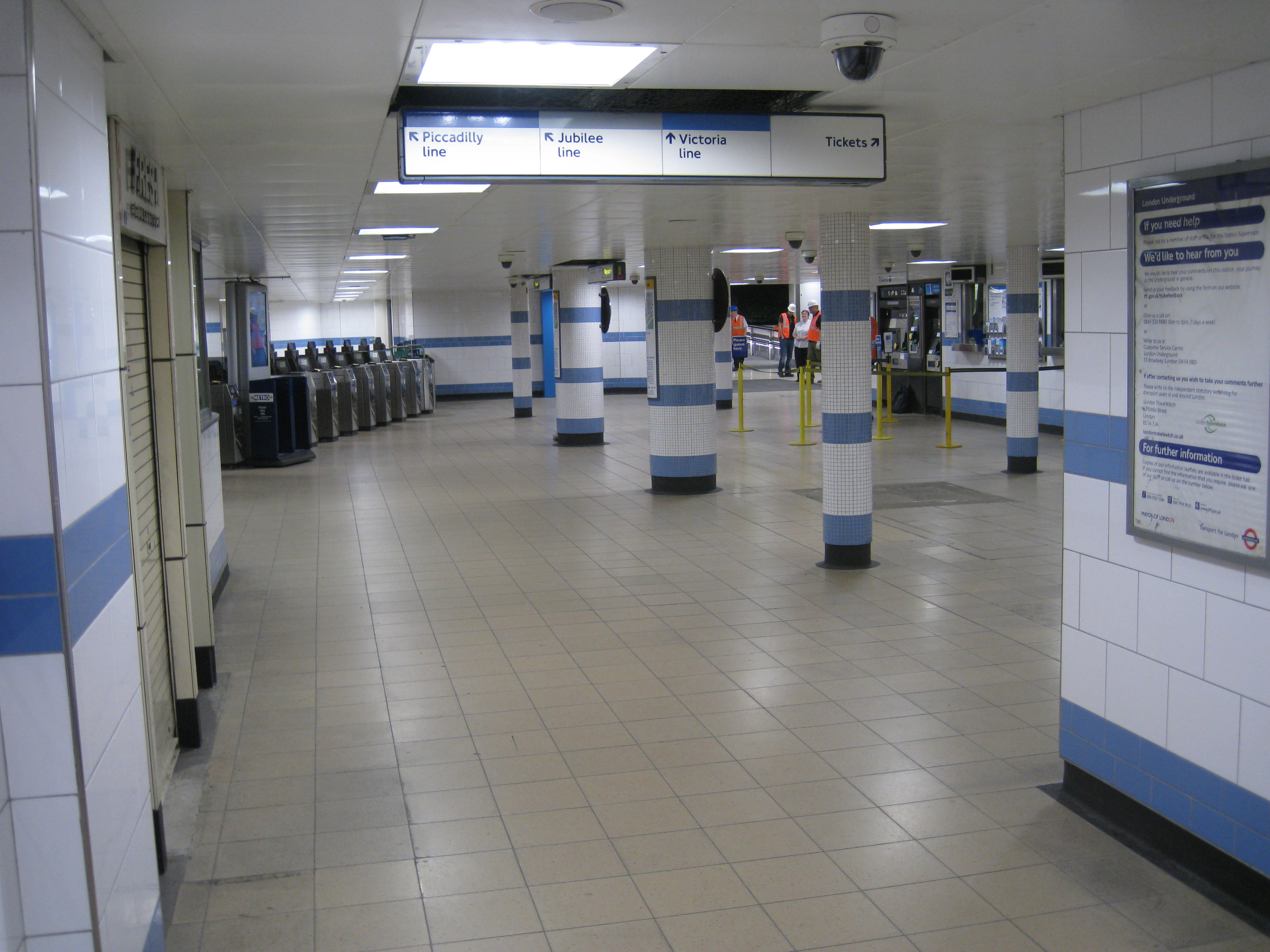
De ondergrondse stationshal

### Piccadilly Line
Hoewel B&PCR als enige goedkeuring van het parlement kreeg slaagde ze er niet in om de bekostiging van de lijn rond te krijgen. In 1902 werd de B&PCR gekocht door de Metropolitan District Electric Traction Company van Charles Yerkes en kon het boren van de tunnels alsnog beginnen. Yerkes verbond de Great Northern and Strand Railway met een tunnel tussen Piccadilly Circus en Holborn aan de B&PCR. De combinatie werd de Great Northern, Piccadilly and Brompton Railway (GNP&BR), die sinds 1933 als Piccadilly Line bekend is. De GNP&BR opende haar station op 15 december 1906 als Dover Street omdat het stationsgebouw daar stond. De perrons liggen op 27,4 meter diepte onder Piccadilly tussen Green Park en St. James's Street. Zoals voor de Eerste Wereldoorlog gebruikelijk werden de reizigers tussen de stationshal en de trappen naar de perrons met liften vervoerd. De vier elektrische liften van Otis werden paarsgewijs in twee liftkokers met elk een diameter van 7 meter gehangen. Het stationsgebouw werd gebouwd naar het standaardontwerp van Leslie Green dat op alle lijnen van Yerkes werd toegepast. Bovengronds zijn deze herkenbaar aan de bloedrode geglazuurde tegels en de bogen met ramen op de eerste verdieping. Ondergronds waren de reizigerstunnels en perrons afgewekt met geglazuurde tegels die, in verband met ongeletterden, op elk station een eigen patroon hadden, in dit geval middenblauw en creme. Op 15 maart 1907 werd tussen Dover Street en Hyde Park ook het station Down Street geopend.

### Ombouw
Het station werd al snel drukker en in 1918 werden poorten bij de tot toegangen tot de perrons geplaatst om de reizigers in bedwang te houden. Deze maatregel was tevergeefs en in de jaren dertig van de twintigste eeuw werd het station opgenomen in het moderniseringsprogramma in het kader van de verlengingen aan beide kanten van de lijn. Om de capaciteit te vergroten werd een ondergrondse stationshal onder het kruispunt van Stratton Street met Piccadilly gebouwd die met roltrappen met de westkop van de perrons werd verbonden. Deze stationshal werd ontworpen door Chales Holden en op 18 september 1933 in gebruik genomen. De noordelijke ingang kwam aan Stratton Road naast Devonshire House, aan de zuidkant van Piccadilly werd een ingang in het park gebouwd. De toegangen aan de oostkant van de perrons en het stationsgebouw van Leslie Green werden gesloten en het station kreeg de naam Green Park. In het oude station was, tot de sloop in de jaren zestig, op de begane grond een theewinkel gevestigd. In 1955 werd in verband met de reizigersgroei een derde roltrap toegevoegd.

### Victoria Line
De lijn tussen Victoria en Finsbury Park werd al in 1937 door het London Passenger Transport Board (LPTB) genoemd in een toekomstvisie. De parlementaire goedkeuring voor de lijn kwam in 1955 echter zonder bekostiging. In 1962 kwam de bekostiging rond en begonnen de werkzaamheden aan de Victoria Line. Om plaats te bieden aan de roltrappen voor de Victoria Line werd de stationshal uit 1933 vergroot. Daarnaast werd parallel aan de Picadilly Line een overstaptunnel gebouwd tussen de perrons van beide lijnen. In 1965 verzakte de slappe bodem tijdens het boren van een van de tunnels bij Green Park, de werkzaamheden konden worden hervat nadat de grond met chemicaliën was gestabiliseerd. De tunnels van de Victoria Line liggen op 23,4 meter diepte en liggen derhalve onder de stationshal en boven de tunnel van de Piccadilly Line. De perrons liggen onder het Green Park ten zuiden van Piccadilly. Voor de benodigde ventilatie van de Victoria Line werd in 1966 het in onbruik geraakte stationsgebouw aan Dover Street gesloopt ten behoeve van een ontluchtingsschacht. In de kelder werd een onderstation geplaatst en de ingang aan de zuidkant van Piccadilly werd omgebouwd. De perronwanden werden voorzien van verlichte roundels met de stationsnaam. Net als alle stations van de Victoria Line werden de bankjes voor wachtenden voorzien van stationsspecifiek tegelwerk, in dit geval een abstract patroon van Hans Unger met gekleurde cirkels die een vogelperspectief van de bomen in Green Park voorstellen. De proefritten begonnen op 24 februari 1969, op 7 maart 1969 nam koningin Elizabeth II de metro van Green park naar Oxford Circus waarmee het derde deel tussen Victoria en Warren Street officieel geopend werd.

### Jubilee Line
De Jubilee Line komt voort uit meerdere plannen voor een extra lijn tussen noordwest en zuidoost Londen door het West End en de binnenstad, die tussen 1939 en 1970 zijn gepresenteerd. De Victoria Line had de grotere prioriteit en pas nadat de bouw van die lijn was begonnen, begon de gedetailleerde planning voor de nieuwe lijn die in 1965 als Fleet Line werd gepresenteerd. In de binnenstad zou de lijn onder Fleet Street lopen en de lijnkleur werd marinegrijs, de kleur van de vloot (Fleet). De lijn zou worden geopend in 1977 wat tijdens de lokale verkiezingen werd aangegrepen om de naam te wijzigen in Jubilee Line als verwijzing naar het ambtsjubileum van Elizabeth II dat jaar. In verband met het ontbreken van geld voor de hele lijn werd in juli 1969 alleen de tunnel tussen Baker Street en Charing Cross, met de tussenstations Bond Street en Green Park goegekeurd. De bekostiging van dit deel kwam in 1971 rond en in februari 1972 begonnen de boormachines aan hun karwei dat eind 1974 werd voltooid. De perrons van de Jubilee Line liggen 31,1 meter diep onder Park Place tussen de fontein bij het station in het park en de uitrit van de Blue Ball Yard op de St. James's Street. Tussen Bond Street en Green Park werd bij Hay's Mews een ventilatieschacht met onderstation gebouwd. De stationshal werd nogmaals vergroot om een extra roltrapgroep voor een directe verbinding met de Jubilee Line te kunnen plaatsen. De overstappers van en naar de Jubilee Line konden bovenaan de onderste roltrapgroep via een vaste trap de Victoria Line bereiken, maar van en naar de Piccadilly Line moest via de stationshal worden overgestapt.
De perronwanden van de Jubilee Line werden door June Fraser opgesierd met rode tegels met een bladermotief in het zwart. De proefritten begonnen in augustus 1978 en op 30 april 1979 werd de lijn officieel geopend door Prins Charles die van Charing Cross naar Green Park reisde. Op 1 mei 1979 konden reizigers instappen voor een rit op de Jubilee Line. In 1993 werd in de roltrapgroep tussen de perrons en de overstaptunnel naar de Victoria Line de vaste trap vervangen door een roltrap om de doorstroming te verbeteren. De bouw van de Fleet Line stopte vlak ten westen van Aldwych en pas in 1992 werd een nieuw tracébesluit genomen. Dit hield in dat de lijn niet door de binnenstad maar langs de grote spoorwegstations op de zuidoever van de Theems zou lopen. Omdat het vrijwel onmogelijk was om dit vanaf Charing Cross te realiseren werden onder de Blue Ball Yard aftakkingen in de bestaande tunnels gemaakt. De bouw van de tunnels begon in mei 1994 en in het station werd een directe overstaptunnel tussen de Piccadilly Line en de Jubilee Line gebouwd. Daarnaast werd een extra nooduitgang met ventilatieschacht naar Arlington Street gebouwd. De lijn werd gedurende 1999 stapsgewijs vanaf Strattford geopend tot op 19 november 1999 bereikt werd, waarop de tunnels tussen Green Park en Charing Cross gesloten werden voor de reguliere dienst.

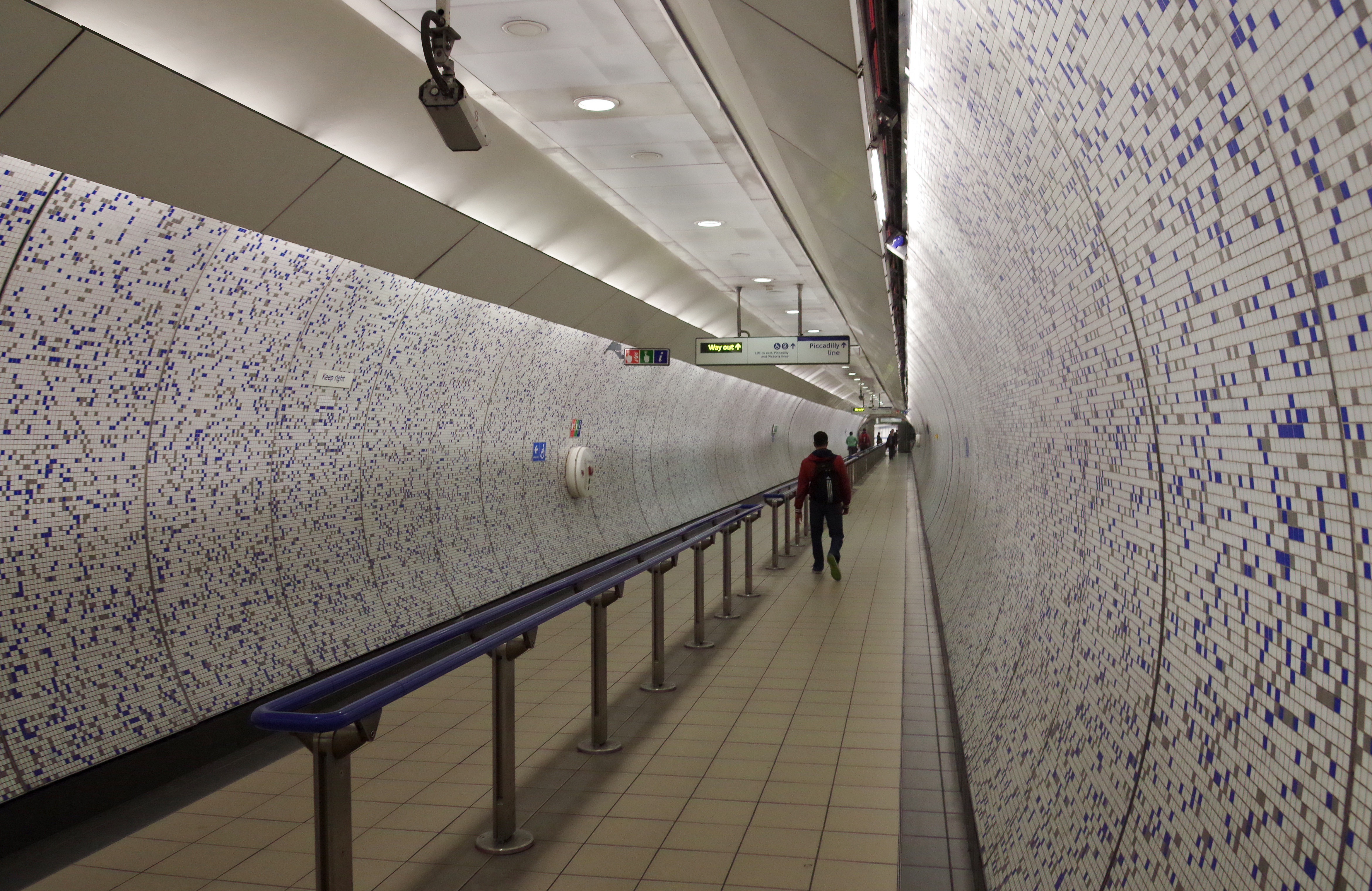
De overstaptunnel tussen Piccadilly en Jubilee Line.
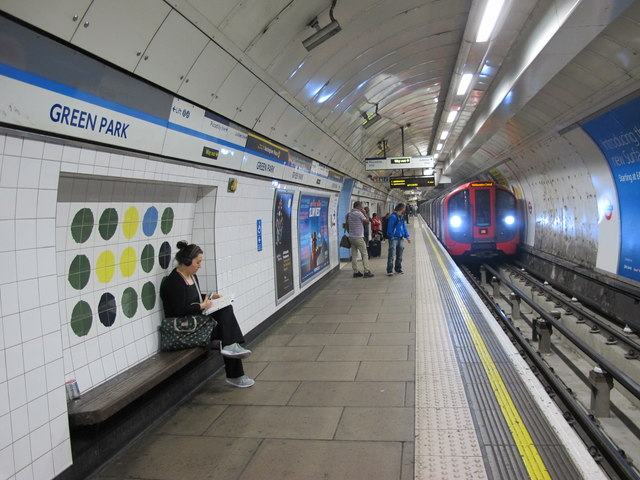
Het tegelwerk van Hans Unger.
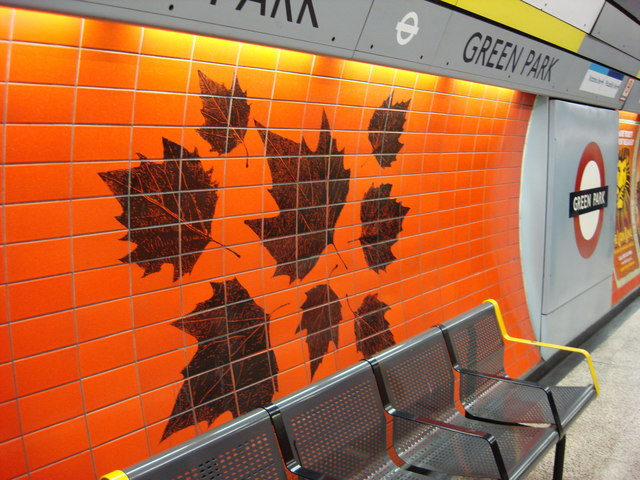
Het tegelwerk van June Fraser.

### Rolstoeltoegankelijk
In het kader van de Olympische Zomerspelen 2012 kondigde Transport for London een project aan om metrostations rolstoeltoegankelijk te maken. Voor Green Park betekende dit de bouw van een nieuwe toegang in Green Park die werd ontworpen door Capita Symonds en Alacanthus LW architects.
De werkzaamheden begonnen in mei 2009 met de bouw van twee liften tussen de stationshal en de perrons van de Victoria Line en de daaronder gelegen overstaptunnel naar de Piccadilly Line. Aan de parkzijde werd een lift tussen de stationshal en de straat gebouwd. Tegelijk werden de wandtegels langs de Piccadilly Line en de Victoria Line vervangen. Het tegelwerk van Hans Unger, dat bij de opening van de Jubilee Line was verwijderd werd teruggeplaatst. De lift naar de perrons van de Piccadilly Line komt uit tussen de oostkop van de perrons en een niveau hoger bij de samenkomst van de overstaptunnels naar de andere lijnen. Rolstoelgebruikers kunnen via deze tunnels ook de Jubilee Line bereiken via een lift aan de zuidkant van de overstaptunnel. De overstaptunnel tussen Piccadilly en Jubilee is bekleed met mozaïek dat voor het grootste deel bestaat uit witte steentjes maar ook van grijze en blauwe. Hoe dichter bij een bepaalde lijn hoe groter het aantal steentjes in de betreffende lijnkleur wordt en hoe minder in de lijnkleur van de andere lijn De nieuwe ingang, die in 2011 werd opgeleverd, werd voorzien van kunstwerken, onder de naam Sea Strata, uit portlandsteen van de hand van John Maine. De Diana fontein werd verplaatst en in het verlengde van de toegangsbrug naar de nieuwe ingang geplaatst. Om de lucht in het station te koelen, werd een systeem geïnstalleerd dat gebruikmaakt van koel grondwater dat wordt gewonnen uit boorgaten die op 130 meter diepte de aquifer in de kalklaag onder Londen bereiken. Het onttrokken water loopt door een warmtewisselaar die is verbonden met de gietijzeren tunnelbekleding en daarna via een tweede groep boorgaten naar een aquifer op 200 meter diepte.

## Docklands Light Railway
In juli 2005 werd het rapport, DLR Horizon 2020 Study uitgebracht door de Docklands Light Railway (DLR) met mogelijke toekomstige uitbreidingen tussen 2012 en 2020. Een van de voorstellen was om de ongebruikte tunnels van de Fleet Line te verbreden en op te nemen in een verlenging van Bank naar Victoria via Green Park. In 2011 publiceerde de DLR een voorstel om de uitbreiding naar Victoria via Green Park uit te voeren. Vervolgens is verder niets met deze voorstellen gedaan.

## Bomaanslag
Op 9 oktober 1975 ontplofte een bom bij de bushalte naast het station die de 23-jarige Graham Ronald Tuck doodde en 20 anderen verwondde. Naast de gemaakte slachtoffers werd ook schade aan het Ritz Hotel en aangrenzende gebouwen aangericht. Dat hotel was het eigenlijke doelwit maar tijdens de montage van de bom in het toilet van het hotel rook de bommenlegger onraad en sloeg op de vlucht. Het lid van de Balcombe groep van de IRA gooide, eenmaal buiten, de bom weg voor hij in de vluchtauto stapte.

## Reizigersdiensten
Op weekdagen rijdt de Jubilee Line elke 2–2½ minuut tussen 05:38 en 00:34 in noordelijke richting en tussen 05:26 en 00:45 in zuidelijke richting. De Piccadilly Line rijdt elke 2½–3½ minuut tussen 05:48 en 00:34 in westelijke richting en 00:32 in oostelijke richting. De Victoria Line rijdt elke 100– 135 seconden tussen 05:36 en 00:39 in noordelijke richting en 05:36 en 00:31 in zuidelijke richting. Qua reizigers stond het station in 2019 op de 13e plaats met 39,06 miljoen passagiers per jaar.
In de buurt van het station liggen:
- The Ritz Hotel
- Royal Academy of Arts
- St James's Palace
- Berkeley Square
- Bond Street
- Burlington Arcade
- Fortnum & Mason
- Buckingham Palace dat tevens door metrostation St James's Park wordt bediend.

## Cultuur
De openingsscène van de speelfilm van Henry James 's The Wings of the Dove uit 1997 speelde zich af op de perrons in oostelijke richting van zowel station Dover Street als Knightsbridge, beide werden opgenomen in dezelfde set met een nagebouwd functionerend metrostel van materieel 1906.
Stanmore ·
Canons Park ·
Queensbury ·
Kingsbury ·
Wembley Park ·
Neasden ·
Dollis Hill ·
Willesden Green ·
Kilburn ·
West Hampstead ·
Finchley Road ·
Swiss Cottage ·
St. John's Wood ·
Baker Street ·
Bond Street ·
Green Park ·
Westminster ·
Waterloo ·
Southwark ·
London Bridge ·
Bermondsey ·
Canada Water ·
Canary Wharf ·
North Greenwich ·
Canning Town ·
West Ham ·
Stratford
Walthamstow Central ·
Blackhorse Road ·
Tottenham Hale ·
Seven Sisters ·
Finsbury Park ·
Highbury & Islington ·
King's Cross St. Pancras ·
Euston ·
Warren Street ·
Oxford Circus ·
Green Park ·
Victoria ·
Pimlico ·
Vauxhall ·
Stockwell ·
Brixton